# Jurgen Van den Broeck
Jurgen Van den Broeck (født 1. februar 1983) er en belgisk tidligere professionel cykelrytter.